# Songshan (Taipeh)

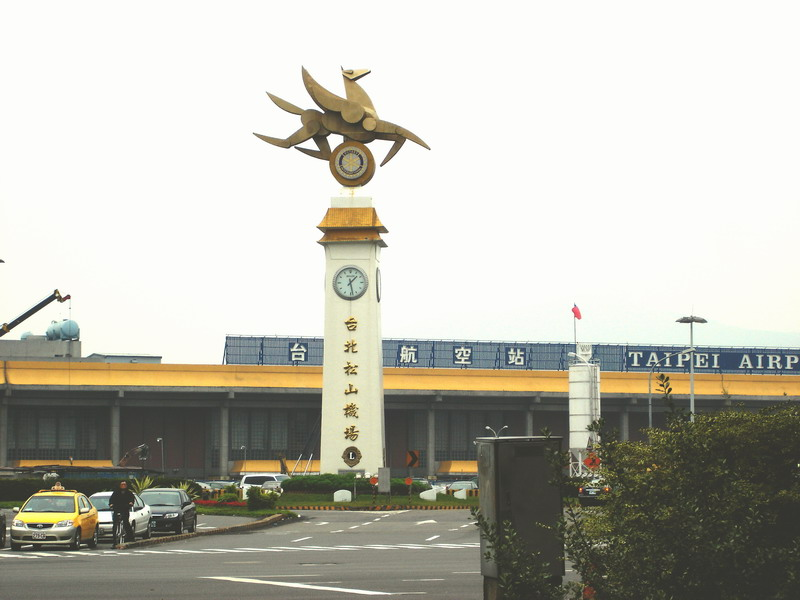
Frontansicht des Songshan-Flughafens

Songshan (chinesisch 松山區, Pinyin Sōngshān Qū, Pe̍h-ōe-jī Siông-san Khu) ist ein zentraler Bezirk der taiwanischen Hauptstadt Taipeh.

## Name
Der frühere taiwanische Ortsname lautete Sik-kháu (錫口). Er leitete sich aus der Sprache eines ehemals hier ansässigen Ureinwohnerstamms ab und bedeutete ursprünglich „Flussbiegung“. Zur Zeit der japanischen Herrschaft über Taiwan wurde der Ort im Jahr 1920 in Matsuyama (japanisch: 松山) umbenannt. Nach dem Zweiten Weltkrieg wurden die Schriftzeichen des japanischen Ortsnamens beibehalten, nun aber mit der chinesischen Aussprache Songshan.

## Lage und Bedeutung

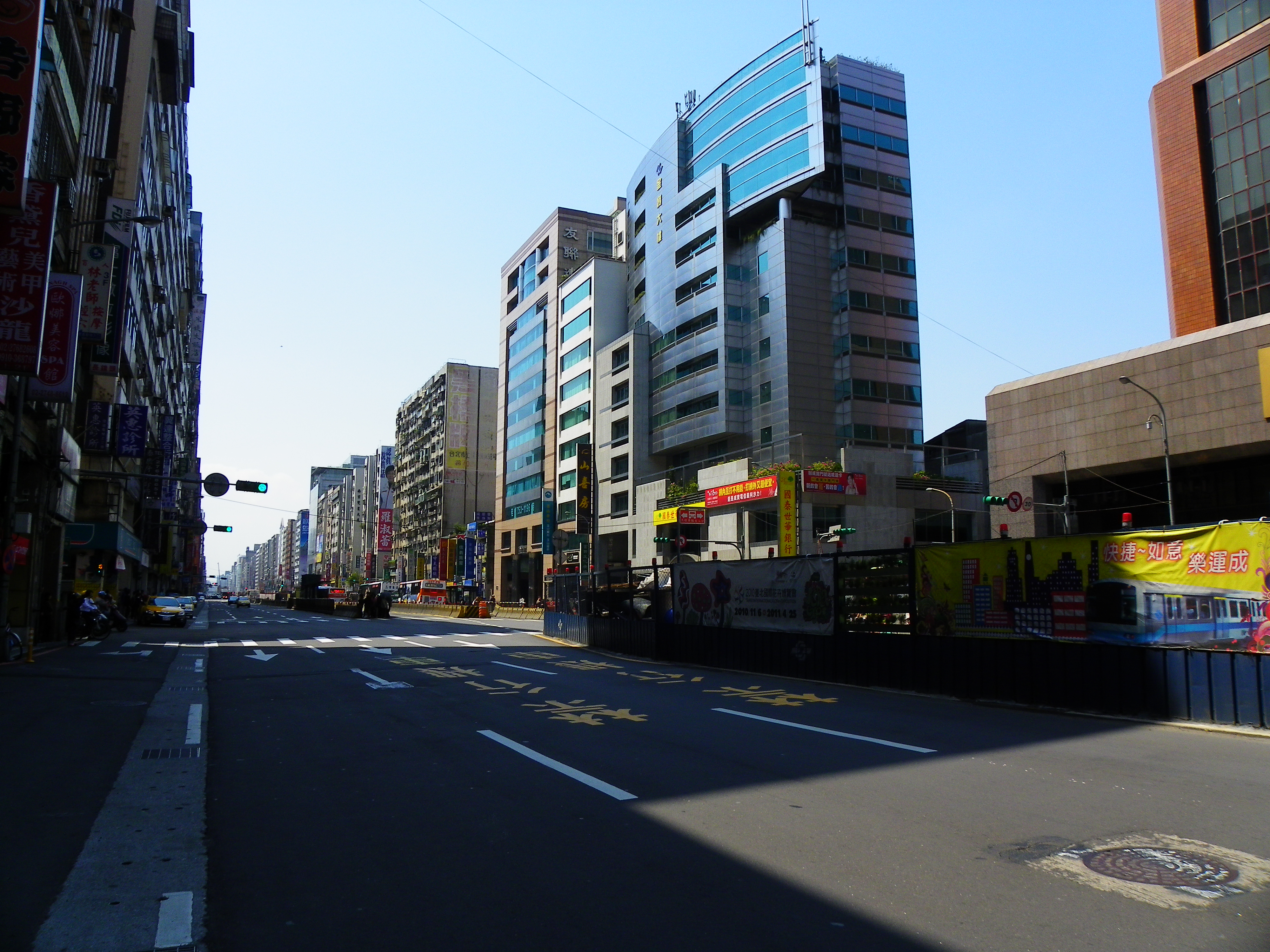
Geschäftsviertel an der Nanjing East Road

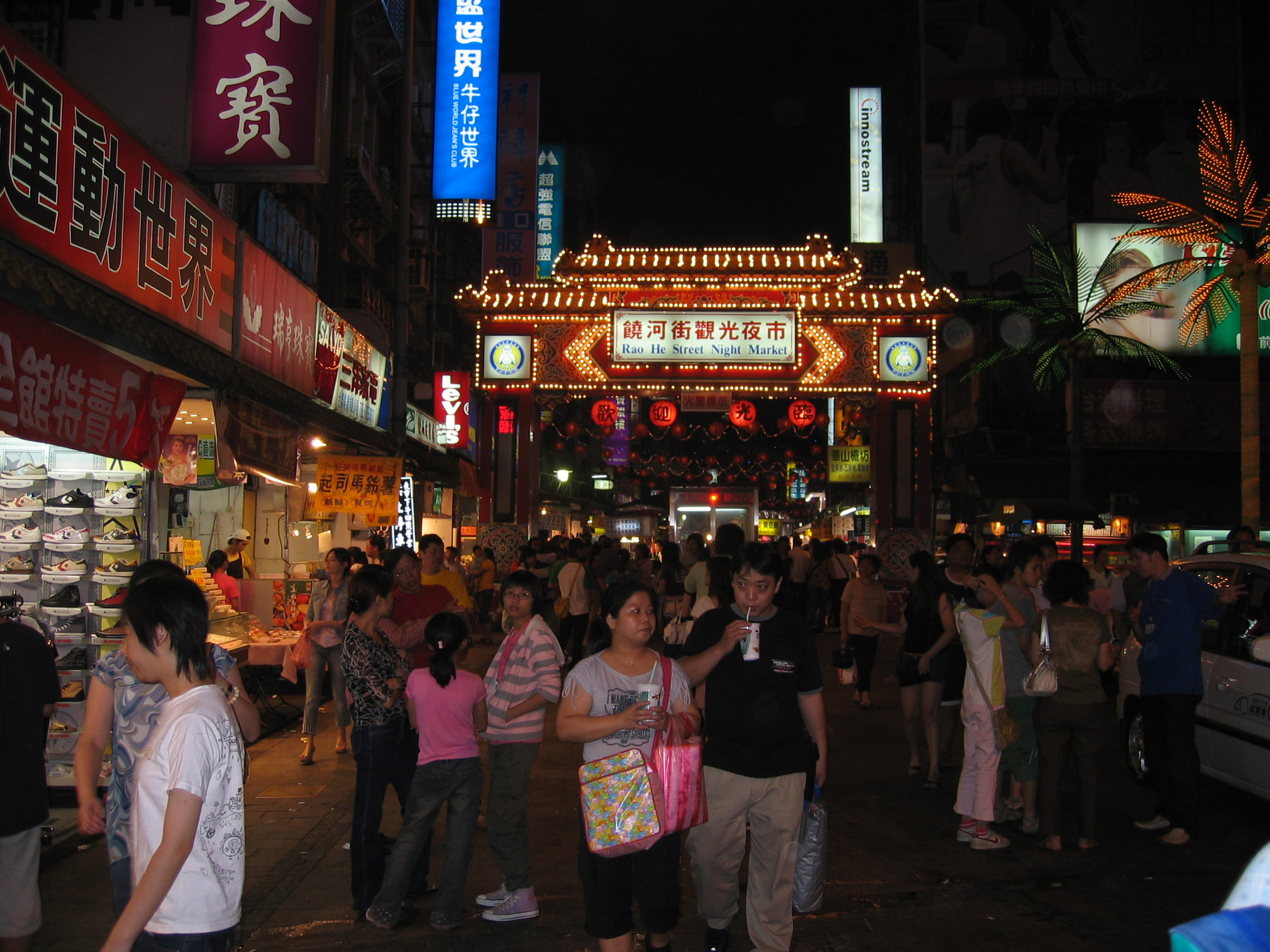
Blick auf den Raohe-Nachtmarkt

Songshan liegt im Zentrum der Stadt Taipeh. Der Bezirk grenzt im Süden an die Nachbarbezirke Da’an und Xinyi, im Osten an Neihu und Nangang, sowie im Norden und Westen an den Bezirk Zhongshan. In Songshan befinden sich einige große Kaufhäuser, Einkaufsstraßen, Nachtmärkte und Banken. Im Bezirk liegt der Flughafen Taipeh-Songshan, einer der bedeutendsten Inlandsflughäfen Taiwans. Die Fluggesellschaften Mandarin Airlines, Daily Air und Far Eastern Air Transport haben ihren Sitz in Songshan. Songshan ist an das U-Bahn-Netz von Taipeh und an die Autobahn 1 angebunden.